# Vojtěch Kmínek
Vojtěch Kmínek (Rymarov, 12 juli 2004) is een Tsjechisch wielrenner.

## Carrière
Nadat Kmínek in 2022 enkele ereplaatsen en overwinning had verzameld in de Tsjechische en Slowaakse amateurcircuits, vertrok hij in 2023 naar Spanje. In twee seizoenen voor een Spaanse club behaalde hij meerdere overwinningen. In 2024 werd hij derde in het nationale kampioenschap op de weg, achter Tomáš Přidal en Michael Kukrle.
In 2025 werd Kmínek prof bij Burgos Burpellet BH. Zijn debuut voor de ploeg maakte hij op Mallorca, waar hij deelnam aan drie manches van de Challenge Mallorca.

## Ploegen
- 2025 –  Burgos Burpellet BH